# Mana (プログラミング言語)
Manaは、ビデオゲーム開発向けスクリプト言語である。ゲームの登場人物の移動やアニメーション、およびメッセージの制御などを簡単な構造で記述できることが特徴である。アクターモデルを扱って並列処理を再現したものである。

## 構成概念
Mana言語ではプログラミングするという行為を、ドラマの製作過程になぞらえて考える。プログラマーは映画でいう監督・脚本家・演出家である。そして、プログラムに登場する要素は役者になぞらえられ「アクター」と呼ばれる。Mana言語のプログラムは、複数のアクターという単位によって構成される。それぞれの場面に必要なアクターが、その場面のソースファイルの中に存在する。そして、各アクターがお互いの動きに応じて反応しあい、一つの場面を作り上げていく。Mana言語を象徴する概念がリクエストとプライオリティである。これはアクター同士でお互いの動きを命令しあうもので、これによって並列的な動きとアクター同士の連携を実現している。
「台本」のようなコードを記述するコンピューター言語には他に、プログラミング言語の「Shakespeare」や データ記述言語の「TVML」があるが、Mana言語ではreqやjoinなど並列制御に関する命令のみ言語使用に定義されているだけで、ゲームに関する命令は全て拡張関数として定義しなければならない。

### アクターとリクエスト、プライオリティ
Mana言語を象徴する概念が「リクエスト」である。これはアクター同士でお互いの動きを命令しあうもので、これにより並列的な動きとアクター同士の連携を実現している。
アクターは全１６段階のプライオリティ（優先度）毎にプログラムカウンタを持っており、現在のプライオリティの処理のみが実行される。優先すべきリクエストが来た場合、即座に処理を切り替える。逆に、下位のリクエストが来た場合は、現在の処理終了後に処理を切り替える。
このようにして、高いプライオリティのタスクは即座に切り替わり、低いプライオリティのタスクは予約される。

## コード例
基本的な「Hello world」プログラムはこのように書く。
```
action
 
HelloWorldActor
::
init

{

 
print
 
(
"Hello, world!
\n
"
)
 
;

}

```

オブジェクトAがオブジェクトBに話しかけるプログラムの例。（大文字の命令は拡張関数である）
```
action
 
ObjectA
::
walk

{

 
ShowMessage
 
(
"Hello!
\n
"
)
 
;

 
req
 
(
1
,
 
ObjectB
::
talk
);

 
join
 
(
1
)
 
;

}

action
 
ObjectB
::
talk

{

 
ShowMessage
 
(
"Hello! Nice to meet you.
\n
"
)
 
;

}

```